# Panorama Santa Fe
El edificio Panorama Santa Fe es un rascacielos ubicado en Carlos Lazo #15, colonia Santa Fe, alcaldía Cuajimalpa en la Ciudad de México, es uno de los edificios más representativos de Santa Fe (Ciudad de México), para ser exactos cuando finalizó su construcción se convirtió en el décimo cuarto edificio más alto de la Ciudad de México y el más alto de Santa Fe hasta que fue superado por la Torre Santa Fe Pads de 145 m y el Edificio H2O Condominios de 140 m, a mediados del año 2008 fue superado por la Torre Paragon Santa Fe y la Torre Ámsterdam y para el 2010 pasó al octavo lugar.

## Diseño arquitectónico
- La torre es de diseño contemporáneo con una fachada curva de planta pentagonal asimétrica que se adapta al chaflán que une la lateral de Av. Prolongación Paseo de la Reforma y Avenida Carlos Lazo, en la planta se genera una lógica geométrica propia e independiente del chaflán, esto produce una deformación planimétrica de los espacios interiores por la forma exterior, de manera que los departamentos tienen tan solo dos encuentros a 90° creando extensos ventanales curvos panorámicos de los cuales se origina el nombre del edificio. El diseño de la Torre Panorama incorpora placas opacas de aluminio gris y un remate decorativo trapezoidal que en conjunto con su fachada curva evocan los recursos utilizados posteriormente por el arquitecto Fernando Romero en su obra más emblemática, el Museo Soumaya de la Ciudad de México.

- Su altura es de 139.4 metros y tiene 35 pisos.

- El edificio está equipado con 4 elevadores Schindler (ascensores) del alta velocidad que se mueven a una velocidad de 6.7 metros por segundo, incluyendo un elevador de servicio con capacidad de carga de 1,050 kg., además de contar con 2 escaleras de emergencia presurizadas, unidades automáticas manejadoras de aire acondicionado, sistema mecánicos, eléctricos y de telecomunicaciones en cada piso. Cada planta de piso cuenta con una superficie promedio de 1,780 a 1,825 metros cuadrados, con una altura libre de cada piso de 3.80 m. El área total del edificio es de 35,000 m² de espacio de habitaciones. La mayor parte de su estructura fue concebida con vidrio altamente resistente y aluminio. Su uso es exclusivamente residencial.

## Detalles Importantes
- Su construcción comenzó en 1998 y concluyó en enero del 2005.
- Cuenta con 102 departamentos de 165 m².
- Cuenta con 4 niveles subterráneos de aparcamientos, alberca, gimnasio, sala de proyección, salón de eventos, business center, jardín con área de juegos, ludoteca y salón de adultos.
- Fue el edificio más alto del Distrito de Santa Fe, del año 2005 al año 2006, cuando es superado por el Santa Fe Pads.
- En el año 2011, la torre era el octavo rascacielos más alto de Santa Fe, tan solo después de las Torres City Santa Fe, Torre Arena, Torre Paragon Santa Fe, Torre Ámsterdam, Torre Santa Fe Pads y Edificio H2O Condominios.
- Cabe destacar de su construcción que es de los nuevos edificios altos del distrito de Santa Fe junto con Santa Fe Pads, City Santa Fe Torre Ámsterdam y City Santa Fe Torre Milán.
- El edificio está equipado con las más altas normas de seguridad sísmica, cuenta con 20 amortiguadores sísmicos y con 35 pilotes de acero y concreto que penetran a una profundidad de 40 metros, puede soportar un terremoto de 8.5 en la escala de Richter y hasta el momento ha soportado un sismo de 6.3 en la escala de Richter sucedido el 13 de abril del 2007 y de 7.2 en la escala de Richter sucedido el 16 de febrero de 2018.
- Los materiales que usaron para construir este rascacielos fueron aluminio, concreto armado y vidrio.
- Sus arquitectos fueron: Fernando Romero arquitecto del Museo Soumaya en CDMX, Jaime Varon, Abraham Metta y Alex Metta.Arq. Fernando Romero (foto).

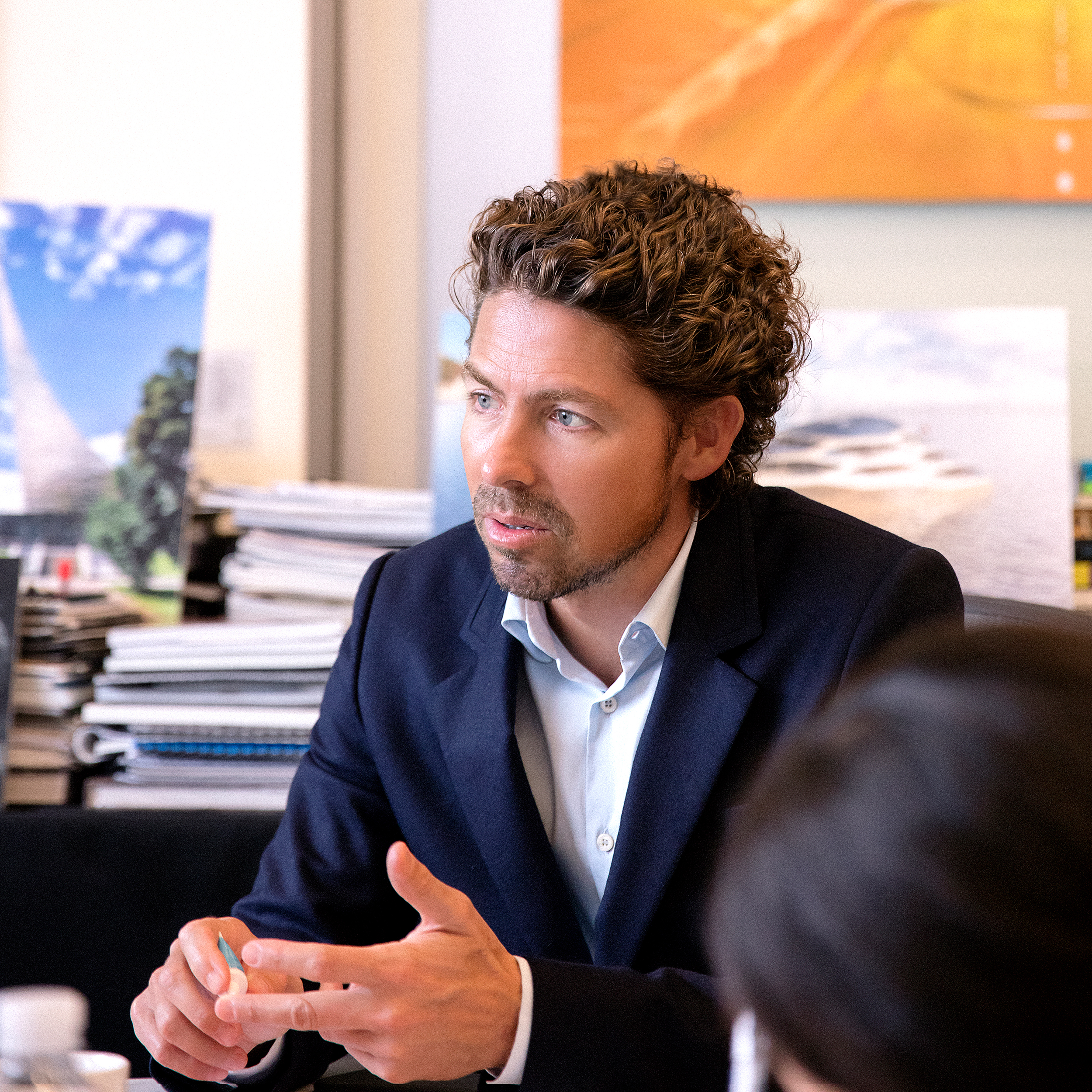
Arq. Fernando Romero (foto).

## Edificio Inteligente
El edificio está administrada por el Building Management System (BMS), un sistema inteligente que controla todas las instalaciones y equipos de forma armónica y eficiente para proteger la vida humana de los inquilinos. A este sistema están integrados los sistemas: eléctrico, hidro-sanitario, de elevadores y protección contra incendio y tiene la capacidad de controlar la iluminación del edificio.
Es considerado un edificio inteligente, debido a que el sistema de luz es controlado por un sistema llamado B3, al igual que el de Torre Mayor, Torre Ejecutiva Pemex, World Trade Center México, Torre Altus, Arcos Bosques, Arcos Bosques Corporativo, Torre Latinoamericana, Edificio Reforma 222 Torre 1, Haus Santa Fe, Edificio Reforma Avantel, Residencial del Bosque 1, Residencial del Bosque 2, Torre del Caballito, Torre HSBC, Reforma 222 Centro Financiero, City Santa Fe Torre Ámsterdam, Santa Fe Pads, St. Regis Hotel & Residences, Torre Lomas.
Cuenta con un sistema automático ahorrador de agua, siendo este sistema primero en México, y se le considerara un edificio ecológico.
También cuenta con elevadores automáticos, esto quiere que son inteligentes y se encuentran siempre en los pisos de más afluencia de personas.

## Datos clave
- Altura- 150.4 metros.
- Área total- 95,000 metros cuadrados.
- Espacio de habitaciones- 35,000 metros cuadrados.
- Pisos- 4 niveles subterráneos de estacionamiento en los 39 niveles totales.
- Estructura de concreto armado con:
  - 23,000 metros cúbicos de concreto
  - 12,000 toneladas de acero estructural y de refuerzo
  - 20 amortiguadores sísmicos.
- Condición: En uso.
- Rango: 	
  - En México: 15º lugar, 2011: 29º lugar
  - En Ciudad de México: 14º lugar, 2011: 22º lugar
  - En Santa Fe: 5º lugar, 2011: 8º lugar